# Кріс Фідлер
Кріс Фідлер (англ. Chris Fydler, 8 листопада 1972) — австралійський плавець.
Учасник Олімпійських Ігор 1992, 1996 років, олімпійський чемпіон 2000 року в естафеті 4х100 метрів вільним стилем. Чемпіон світу 1998 року в естафеті 4х100 м комплексом.